# デジタルガレージ
株式会社デジタルガレージ（英: Digital Garage, Inc.）は、東京都渋谷区に本社を置き、インターネット関連の事業を行う日本の企業。
東京(渋谷パルコのビルの上部、および代官山デジタルゲートビル)、サンフランシスコ(イベントスペース)を拠点として、決済、マーケティング、投資・育成事業を展開している。
「価格.com」や「食べログ」を運営するカカクコムや、ブロックチェーン金融サービスを手がけるCrypto Garageなどの非常に多くの子会社や資本関係のある関連会社を持つ。オープンイノベーション型の研究開発組織「DG Lab」を運営。
前身は、プロモーション会社である株式会社フロムガレージ（代表取締役：林郁）。伊藤穰一が共同創業者、取締役。

## 概要
1995年の創業以来、マーケティング・決済をベースに、最先端のテクノロジーを社会実装し、最新のインターネット事業を構築してきた。
社会インフラを担う国内最大級の決済代行事業者として、多様な総合決済プラットフォームを提供する決済事業を有している。
またデジタル・リアル領域においてワンストップでソリューションを提供するマーケティング事業、国内外の有望なスタートアップやテクノロジーへリーチするスタートアップ投資・育成事業などを展開している。

## 3つの事業セグメント
デジタルガレージの事業は、3つの事業セグメントで構成される。
日本最大級の決済プラットフォームを軸に、データとテクノロジーを活用したソリューションを提供する「プラットフォームソリューション・セグメント」、フィンテックサービス等の戦略事業開発を行う「ロングタームインキュベーション・セグメント」、有望なスタートアップ企業への投資・事業育成や最先端テクノロジーと事業の融合を推進する「グローバル投資・インキュベーション・セグメント」である。

### プラットフォームソリューション・セグメント
「プラットフォームソリューション・セグメント」は、DGフィナンシャルテクノロジー（DGFT）を中心に、日本最大級規模の決済プロバイダーとしてリアル領域の決済や送金サービス、公金領域などさまざまな領域に事業拡大するとともに、ビジネスパートナーの広告/プロモーションを支援している。

#### プラットフォームソリューション・セグメントに分類されるグループ企業
- 株式会社DGフィナンシャルテクノロジー[11]
- マーケティングテクノロジーカンパニー
- 株式会社DGコマース
- ナビプラス株式会社
- 株式会社DGコミュニケーションズ
- 株式会社スクデット
- DG Future Tech Inc.
- 株式会社SCORE
- TDペイメント株式会社
- ANA Digital Gate株式会社
- りそな決済サービス株式会社
- 株式会社サイバー・バズ

### ロングタームインキュベーション・セグメント
「ロングタームインキュベーション・セグメント」は、日本最大級の決済プラットフォームを軸に、急速に拡大するB2B（企業間）決済を中心としたフィンテックサービスの開発や、暗号資産やweb3等の次世代フィンテック事業の推進を行なっている。また、不動産や飲食業界に向けたDXサービスの開発、グループ会社カカクコムの日本最大級のメディアの顧客資産等を活用した戦略事業を推進している。2019年1月には、株式会社Crypto Garageが規制のサンドボックス制度の認定を受けた。また、30社の有力メディアとBI.Garageにより、コンテンツ価値の訴求と広告価値の追求を目的とする「クオリティメディアコンソーシアム」を共同運営している。
DG Labでは、「ブロックチェーン」「人工知能」「xR」「セキュリティ」「バイオヘルス」の5分野ごとにCTOを配置している。高いレベルの技術を持つとしている国内外の投資先企業と連携し、新たな事業の柱となるプロダクトやサービスを生み出すことを目的としている。 ブロックチェーンの分野ではブロックチェーン技術のコア技術者を2人擁しているBlockstream社と資本業務提携し、ブロックチェーン関連の技術開発を進めている。

#### ロングタームインキュベーション・セグメントに分類されるグループ企業
- 株式会社カカクコム
- 株式会社Crypto Garage
- 株式会社B.I.Garage
- 株式会社アカデミー・デュ・ヴァン
- 株式会社PitPa

### グローバル投資・インキュベーション・セグメント
「グローバル投資・インキュベーション・セグメント」は、ベンチャー企業等への投資・育成を手掛けるDGベンチャーズ、DGインキュベーション、有望スタートアップ企業への投資・育成を手掛け、教育プログラム、ワーキングスペースの提供等を行うOpen Network Lab、米国を拠点としたグローバル戦略を展開するDGUS等のグループ会社からなる。近年は躍進スタートアップ企業を輩出し、出資先企業の上場を果たす などしているほか、領域や地域に特化したプログラムを開始している。
さらに、2013年よりサンフランシスコにスタートアップ企業の育成を目的としたインキュベーションセンター「DG717」を運営している。近年ではサンフランシスコ、東京、パリの3拠点をつなぐAI関連スタートアップの支援スタジオAll Turtles社や、香港を拠点としアジアにネットワークを持つスタートアップ支援企業のMind Find社などに加え、北欧の有力スタートアップ企業の創業者らが集まり組成したファンドであるbyFoundersらとの連携を開始。日本、アメリカ、ヨーロッパ、アジア、さらに北欧をつなぐGlobal Incubation Streamを構築し、次世代を担うスタートアップ企業をいち早く発掘することを試みたことがある。

#### グローバル投資・インキュベーション・セグメントに分類されるグループ企業
- 株式会社DGベンチャーズ
- 株式会社DGインキュベーション
- 株式会社DG Daiwa Ventures
- Open Network Lab
- 株式会社DK Gate
- 株式会社D2 GARAGE
- Digital Garage US, Inc.
- GenLab

## 沿革
- 1993年（平成5年）- 日本初の個人ホームページ「富ヶ谷」を開設。
- 1995年（平成7年）8月 - 株式会社デジタルガレージを設立。
- 1996年（平成8年）
  - - 米国インフォシーク社と業務提携し、日本でのinfoseek Japan事業を開始。（1999年（平成11年）6月にinfoseek社との提携を解消、日本のinfoseekは2000年（平成12年）12月に楽天に吸収）。
  - 12月 - 株式会社博報堂、株式会社旭通信社（現・アサツーディ・ケイ）、第一企画株式会社（同）、株式会社デジタルガレージ、株式会社読売広告社、株式会社アイアンドエス（現・I&S BBDO）、株式会社徳間書店との共同出資により、デジタル・アドバタイジング・コンソーシアム株式会社を設立。
- 1997年（平成9年）
  - 4月 - 米Verity社と『ウルトラシーク』の国内販売およびサポートで提携。
  - 5月 - 株式会社フロムガレージ、株式会社スタジオガレージ、有限会社エコシスを吸収合併。
- 1999年（平成11年）10月 - ECサイト「WebNation」を開始。（2002年10月：IQIへ事業移管）
- 2000年（平成12年）
  - 5月 - イーコンテクストをローソン、DG、TIS、三菱商事とのJV事業として発足。
  - 12月 - 株式を店頭市場（現・JASDAQ）に登録。
- 2001年（平成13年）12月 - 日本初のオークションプラットフォームビジネス「サイバーオークション」をJCBと開始。
- 2002年（平成14年）
  - 4月 - ブロードバンドコンテンツの流通管理ソフト『Smoothy』を発表。
  - 6月 - 株式会社カカクコムの株式を45%取得し、連結子会社化。
  - 11月 - イメージクエストインタラクティブ（IQI）とエンタテインメント・BBコンテンツ開発の事業統合に合意。
  - 12月 - 外国語教育出版大手アルクとの包括的業務提携。（2003年6月：DGの持分法適用関連会社に）
- 2003年（平成15年）
  - 1月 - 株式会社イーコンテクストの増資を引受け、連結子会社化。
  - 2月 - クリエイティブ制作の新会社クリエイティブガレージを設立。
  - 5月 - 携帯電話・インターネット技術のコンサルティング、システム構築のザイオンと業務提携に合意
  - 7月 - ブロードバンド技術ベンチャーDNAに出資。
- 2004年（平成16年）
  - 1月 - 3Gモバイル向け事業のDGモバイルを設立。
  - 3月 - インターネットリサーチ大手インタースコープとの業務提携に合意（2004年5月、DGの持分法適用関連会社に）
  - 4月 - マーケティング・プロモーション大手のアイベックス・アンド・リムズと業務提携。（2004年9月、DGの連結子会社に）
- 2005年（平成17年）
  - - 事業戦略支援型ベンチャー・キャピタル DGインキュベーションを設立。
  - 1月
    - ブログ検索事業の株式会社テクノラティジャパンを設立。
    - ぴあ、カカクコムと新会社「WEB 2.0」（ウェブツーポイントオ−）設立、ブログに代表される次世代インターネット技術で新規事業展開を開始。
- 2006年（平成18年）
  - 1月 - 株式会社DGソリューションズ、株式会社DGインキュベーションを設立し純粋持株会社に移行。
  - 2月 - Web広告事業を行うDGメディアマーケティングをカカクコム、フォートラベルなどと設立。
  - 4月 - IR支援事業を行うグロース・パートナーズを亜細亜証券印刷（現・プロネクサス）と設立。
  - 8月 - IDGソリューションズのソリューション部門をアイベックス・アンド・リムズが吸収、社名をディージー・アンド・アイベックスに変更。
  - - 子会社のDGソリューションズを通じ不動産広告大手の創芸を完全子会社化。
- 2007年（平成19年）3月 - DGインキュベーションを通じWiFiコミュニティ世界最大手の英FONに出資。
- 2008年（平成20年）
  - 1月 - Twitterと資本・業務提携[19]。
  - 4月 - Twitter日本語版を公開[20]。
  - 10月 - 株式会社DGソリューションズ、株式会社ディージー・アンド・アイベックス、株式会社クリエイティブガレージ、株式会社DGメディアマーケティング、株式会社イーコンテクストを吸収合併。事業持株会社へ移行。
- 2009年（平成21年）12月 - 本社を代官山DGビルに移転。
- 2010年（平成22年）
  - 4月 -  国内発のベンチャー企業の創出プログラム「Open Network Lab」を開始。
  - 12月 -  電子書籍・コンテンツ配信のメディアドゥに資本参加。
- 2011年（平成23年）
  - 2月
    - CGMマーケティングが企業向けtwitterアカウント運用支援ツール「Tweet Manager」を提供開始。
    - 米国モバイルSNS 「Path」 に出資。
- 2012年（平成24年）
  - 4月 - SBIベリトランス株式会社（のちベリトランスへの社名変更を経て、現・DGフィナンシャルテクノロジー）の株式を取得し、子会社化[21]。
  - 8月 - 「弁護士ドットコム」運営のオーセンスグループに出資。
  - 10月 - 社内カンパニーであるイーコンテクストカンパニーの決済サービス事業を新設分割し、株式会社イーコンテクストを設立[22]。
- 2013年（平成25年）
  - 1月 - 第三者割当増資により株式会社電通と業務・資本提携。電通が第二位株主となる[23]。
  - 6月 - 中国で現地通貨による決済サービスを提供する合弁企業VeriTrans Shanghaiを設立。
  - 8月 - 最先端科学研究成果をビジネス化する「電通サイエンスジャム」を電通と共同設立。
  - 11月
    - 電通、cci、ADKと合弁でデータサイエンス事業に参入。
    - サンフランシスコにインキュベーションセンター「DG717」を開設。
    - ネットプライスドットコムと資本業務提携。

  - 12月
    - クラウドワークスと資本業務提携。
    - 子会社のecontext ASIA、 香港証券取引所に上場。
    - 子会社のecontext ASIA、インドのオンライン決済大手のCitrus社に出資。
- 2014年（平成26年）
  - 1月 - インドネシアのベビー用品EC事業最大手のBilnaに出資。
  - 4月 - 米国の有力スタートアップ支援スタジオBetaworks社に出資。海外および日本のスタートアップ育成事業について業務提携。
- 2015年（平成27年）
  - 2月
    - ウェブサイトリアル解析サービスを提供する米Chartbeat社と業務提携。
    - 講談社と合弁会社を設立し、日本発コンテンツのグローバル展開や新規ビジネスの投資育成で協業開始。

  - 5月 - 金融機関向け個人資産管理ツール大手の米MX社に出資。
- 2016年（平成28年）
  - 2月
    - 著名クリエイターが立ち上げたグローバルブランドの支援企業Inamoto & Co.に出資。
    - ブロックチェーン技術開発のBlockstreamに出資。

  - 5月 - 東京証券取引所第一部に市場変更。
  - 7月
    - カカクコムとクレディセゾン（現在は解消）で次世代の事業を共同で創出することを目的とした、オープンイノベーション型の研究組織としてDG Labを設立。デジタルガレージを含め3社が年間1.5億円ずつ経費を支出。
    - 科学技術、芸術、スポーツといった分野で世界を舞台に独創的な挑戦を続ける者を讃えるとともに、今後の活動を支援することを目的としたファーストペンギンアワードを創設。賞金5000万円。式では坂本龍一などに金額を書き込んだ大きな紙が手渡された。現在は廃止。
    - 大和証券グループと次世代技術を有するスタートアップ企業を対象とした投資ファンド「DG Lab1号投資事業有限責任組合」（通称：DG Labファンド）を組成。投資規模約95億円に達した。

  - 12月 - 未来のモビリティ社会を創造するオープンイノベーションプログラム「TOYOTA NEXT」の運営を支援。
- 2017年（平成29年）
  - 5月 - ライフスタイル支援事業を推進する「DG Life Design」本格始動。
  - 6月 - デジタルガレージと講談社、雑誌コンテンツとAI技術を組み合わせたコンピレーションメディア「HOLICS」を開設。
  - 7月 - 次世代バイオスタートアップの育成事業に参入、米国でバイオインキュベーションを手がけるPureTech社と業務提携。
  - 9月 - 福岡地域戦略推進協議会と提携し、福岡市におけるスタートアップ起業支援を開始。
  - 10月 - DG Lab、ビットコインのブロックチェーン上で独自仮想通貨を発行できる汎用フレームワーク「DG Lab DVEP™」を開発。
- 2018年（平成30年）
  - 4月 - 北海道新聞社と共同で「Open Network Lab HOKKAIDO」を始動
  - 5月 - バイオテクノロジー・ヘルスケア特化型アクセラレータープログラム「Open Network Lab BioHealth」を始動。
  - 7月 - 東京短資株式会社と合弁でフィンテック事業を行う株式会社Crypto Garageを設立。
  - 8月
    - KDDIとの提携で合意（現在は解消）。
    - ニッセンとの合弁で後払い決済サービスを展開する株式会社SCOREを設立。

  - 10月
    - インターネット上でのメディア価値を検証、広告価値の向上を目指すコンテンツ価値研究会に運営事務局として参加。
    - Scaling Bitcoin 2018 のローカルサポートとしてDG Labが運営協力。

  - 11月
    - イーコンテクストが電子決済等代行業者の登録を完了。
    - 不動産関連スタートアップを対象とした「Open Network Lab Resi-Tech」を始動。
    - 東芝テック株式会社と合弁でPOS向け決済ソリューションを提供するTDペイメント株式会社を設立。

  - 12月 - 株式会社サイバーエージェントから株式会社サイバー・バズの株式25.2%を取得し、サイバー・バズを持分法適用会社とする。[24]。
- 2019年（令和元年）
  - 5月
    - QRコード読み取り支払い型決済ソリューション「クラウドペイ」を提供開始。
    - 福岡地域戦略推進協議会、福岡市スタートアップ支援施設運営委員会と共同で「Open Network Lab FUKUOKA」を始動。

  - 7月 - MITメディアラボの宇宙研究プロジェクト「Space Exploration Initiative」に協賛参画。
  - 8月 - 大和証券グループと共同で「DG Lab2号ファンド」を組成。
  - 10月 - QRコード読み取り支払い型決済ソリューション「クラウドペイ」がAlipay、AlipayHK、Kakaopayに対応。
  - 12月 - QRコード読み取り支払い型決済ソリューション「クラウドペイ」がKDDIが提供するau PAYに対応。
- 2020年（令和2年）
  - 1月 - イーコンテクストが送金サービス「CASH POST」での現金受取り方法にセブン銀行「ATM受取」を追加。
  - 2月
    - 渋谷パルコDGビルにオフィスを増床。
    - 九州旅客鉄道の「JRキューポアプリ」にポイント会員基盤を起点とするOMOソリューションを提供。

  - 3月 - ベリトランスがセブン-イレブンの実験店舗におけるキャッシュレス決済実証実験に顔認証決済サービスを提供。
  - 6月 - 28社の有力メディアが「コンテンツメディアコンソーシアム」創設。
  - 7月
    - 不動産契約一元管理サービス「Musubell」を開発。
    - Open Network Lab 著「Pitch 〜世界を変える提案のメソッド〜」 出版。

  - 10月 -「クラウドペイ」がau PAY、WeChat Payに接続開始。
- 2021年（令和3年）
  - 1月 - 横浜銀行と「Hamagin DG Innovation Fund」を設立
  - 2月 - 欧州の有力データプラットフォーマー1plusXと資本業務提携、ポストクッキー時代の次世代型広告事業を日本・アジアで共同展開
  - 4月 - 子会社のベリトランスが、株式会社DGフィナンシャルテクノロジーに商号変更
  - 10月 - BSテレ東にて、一社提供番組「Earthshot 世界を変える起業家たち」を放送開始
- 2022年（令和4年）
  - 2月 JCBと資本業務提携を締結[25]
  - 4月 特許庁窓口における各種手数料のクレジットカード納付に決済サービスを提供[26]
  - 6月 BI.Garageが博報堂ＤＹグループ２社と資本業務提携[27]
  - 7月 デジタルガレージ、カカクコム、東芝テックの3社で、飲食・小売業界のDX推進に向けた基本合意書を締結[28]
  - 8月 デジタルガレージとJCB、NFCタグを活用した新決済サービスを渋谷区デジタル地域通貨事業へ提供[29]
  - 10月　DGフィナンシャルテクノロジー、AIを活用した不正検知ソリューション「Sift」を提供開始[30]
  - 11月　
    - Chief Architect Joi Itoを中核にweb3時代の「Digital Architecture Lab」を始動[31]
    - りそなホールディングスと資本業務提携を締結[32]
- 2023年（令和5年）
  - 3月　カカクコムと、飲食業界向けフィンテック事業を共同で企画・開発について基本合意[33]
  - 5月　カカクコムと次世代テクノロジーを融合したスマートEC事業に関する合弁会社の設立に関して基本合意[34]
  - 6月　「GenLab」を始動[35]
  - 7月　東京都スマートサービス実装促進プロジェクト「Be Smart Tokyo」に採択[36]
  - 11月　ECサイト構築の新会社「DGコマース」を設立[37]
  - 12月　りそなグループとの資本業務提携を強化[38]
- 2024年（令和6年）
  - 3月　 
    - Crypto Garage「SETTLENET CUSTODY」ステーキングサービス提供開始[39]
    - りそなHDとの共同CVCファンド設立を完了[40]

  - 4月　りそな決済サービス社の持分法適用会社化完了[41]
  - 5月 DGフィナンシャルテクノロジーとauフィナンシャルサービス、業務提携契約を締結[42]
  - 6月　国内初のアプリ外課金サービス「アプリペイ」を本格稼働[43]
  - 7月 
    - SCORE、DGフィナンシャルテクノロジーにより完全子会社化[44]
    - DGフィーリスト、デジタルガレージグループに参画[45]

## 代表者
創業者で現CEOの林郁は、1959年12月26日に北海道で生まれ、東京都国立市で育つ。東京都渋谷区在住。1983年に大学卒業後、同年株式会社フロムガレージ設立。1985年株式会社スタジオガレージ設立。1995年8月に伊藤穰一と同社設立。(2017年11月号のHarvard Business Reviewのクレディセゾンの社長への取材によると、麻雀仲間でデジタルガレージを設立したと記載あり。)1996年にネット検索の大手、米国インフォシークの日本での運営権取得。1999年のインフォシーク売却譲渡益約7億円を原資に電子商取引サイト「ウェブネーション」を始業。ネット検索、電子商取引、Twitterと初期の段階で提携し、インターネット時代の「コンテクストを創っていく会社」を念頭に常に一歩先を行く経営を目指す。2014年に創業20周年記念書籍として著書「ファーストペンギンの会社」を出版した。合同会社ケイ・ガレージ、株式会社ケィ・ジー３の代表も務める。